# Mount Wilson, Alberta
Mount Wilson är ett berg i Kanada.   Det ligger i provinsen Alberta, i den centrala delen av landet, 3 100 km väster om huvudstaden Ottawa. Toppen på Mount Wilson är 3 228 meter över havet, eller 752 meter över den omgivande terrängen. Bredden vid basen är 11,8 km.
Terrängen runt Mount Wilson är bergig åt sydväst, men åt nordost är den kuperad.Trakten runt Mount Wilson är nära nog obefolkad, med mindre än två invånare per kvadratkilometer.. 
I omgivningarna runt Mount Wilson växer i huvudsak barrskog.